# Stazione di Bressana Argine
Stazione di Bressana Argine vasútállomás Olaszországban, Lombardia régióban, Bressana Bottarone településen.

## Vasútvonalak
Az állomást az alábbi vasútvonalak érintik:
- Pavia–Stradella-vasútvonal

## Kapcsolódó állomások
A vasútállomáshoz az alábbi állomások vannak a legközelebb:
- Stazione di Pinarolo Po
- Stazione di Bressana Bottarone